# Alicia Ziccardi
Alicia Ziccardi es una socióloga argentina nacionalizada mexicana, estudiosa de los problemas sociales y urbanos de las ciudades y regiones mexicanas y latinoamericanas. Es investigadora titular del Área de Estudios Urbanos y Regionales del Instituto de Investigaciones Sociales (IISUNAM) y profesora de los Programas de Posgrado en Ciencias Políticas y Sociales y en Urbanismo de la Universidad Nacional Autónoma de México (UNAM). Es investigadora emérita del Sistema Nacional de Investigadores de México y forma parte de la Academia Mexicana de Ciencias. Entre 2009 y 2017 dirigió el Programa Universitario de Estudios sobre la Ciudad de la Universidad Nacional Autónoma de México.

## Biografía
Es egresada de la carrera de Sociología de la Universidad de Buenos Aires y graduada del Programa de Posgrado en Formación de Investigadores en Desarrollo Urbano y Regional del CEUR - Instituto Torcuato Di Tella. En 1979 obtuvo el grado de Maestra en Sociología por el Instituto Universitário de Pesquisas do Rio de Janeiro (IUPERJ) y posteriormente cursó el doctorado en Ciencias Políticas en la Universidad de São Paulo. Es doctora en Economía por la UNAM (1988) con la tesis “Política urbana e industria de la construcción: El caso de la obra pública en la Ciudad de México (1976-1982)” con mención honorífica y recibiendo la medalla “Gabino Barreda”. En el 2003, realizó una estancia posdoctoral en el Instituto de Gobierno y Políticas Públicas de la Universitat Autònoma de Barcelona, donde trabajó con el doctor Joan Subirats el tema “Pobreza, exclusión social y políticas sociales”. Desde el año 1984 se integró al área de estudios urbanos y regionales del Instituto de Investigaciones Sociales de la UNAM, donde actualmente es investigadora titular.
Como parte de sus actividades académicas, fue la primera coordinadora del Grupo de Trabajo CLACSO sobre Pobreza y Políticas Sociales. En el IIS-UNAM coordinó el Área de Sociología Urbana y Regional y fue miembro de su Consejo Interno. En la Academia Mexicana de Ciencias fue representante de los investigadores en el Área de Ciencias Sociales y actualmente es miembro del Comité Editorial de la Revista Ciencia. Ha participado en diferentes jurados, comités editoriales y comisiones evaluadoras y dictaminadoras en la UNAM y en otras instituciones académicas, nacionales (SNI-CONACYT, COLEF, FLACSO, UNAM, CIESAS, Instituto Mora, COLMEX) y extranjeras (CLACSO, FLACSO-Quito, UNGS). Es parte del cuerpo de tutores de tesis del Programa de Posgrado en Ciencias Políticas y Sociales y Urbanismo de la UNAM y en ésta es actualmente representante de los investigadores del Instituto de Investigaciones Sociales en su Comité Académico.
Asimismo forma parte del Consejo Económico y Social de la Ciudad de México, del Consejo Nacional de Vivienda (CONAVI) y es miembro del Comité Nacional de México Preparatorio para la Conferencia Hábitat III.
Ha impartido docencia en la Universidad de Buenos Aires y la Universidad de Lomas de Zamora en Argentina; en la Universidad Federal de Río de Janeiro, en Brasil; en la Facultad Latinoamericana de Ciencias Sociales FLACSO-México y FLACSO Quito) y el Instituto de Investigaciones Dr. José María Luis Mora de México. En estas dos últimas instituciones fue coordinadora de la Maestría en Ciencias Sociales y de la Maestría en Estudios Regionales, respectivamente. 
También ha dictado conferencias en la Universidad Autónoma de Barcelona, la Universidad Nacional General Sarmiento, la Universidad Nacional de La Plata y la Universidad Nacional Arturo Jauretche, en Argentina, la Universidad Federal de Río de Janeiro y la Universidad Federal de Bahía, en Brasil y la Universidad Nacional de Colombia, entre otras.
Actualmente es Coordinadora Académica de URBARED, Red sobre estudios urbanos, que es una iniciativa del Instituto de Investigaciones Sociales de la Universidad Nacional Autónoma de México, la Universidad Nacional de General Sarmiento y la Universidad Nacional de Quilmes cuyo principal objetivo es ofrecer un espacio virtual para debatir, construir e intercambiar ideas en torno a las temáticas urbanas más relevantes de las ciudades de América Latina.

## Líneas de Investigación
Ha realizado investigaciones sobre los procesos de descentralización, gobernabilidad y gobiernos locales en los municipios mexicanos a partir de proyectos promovidos por el Consejo Latinoamericano de Ciencias Sociales (CLACSO), la Unión Europea,el Instituto de Cooperación Iberoamericana y la Fundación Ford-México. 
Es una estudiosa de las temáticas de pobreza urbana, desigualdad y políticas sociales en las ciudades mexicanas y latinoamericanas.
Dentro de sus proyectos de investigación de los últimos años destacan: “¿Cómo viven los mexicanos? Un análisis regional de las condiciones de habitabilidad”;  en coordinación conjunta con la doctora Beatriz Cuenya, el Proyecto de cooperación internacional CONACYT-PUEC, UNAM (México) y CEUR-CONICET (Argentina), titulado “Grandes Proyectos Urbanos Contemporáneos: un análisis multidimensional”, y bajo la coordinación de The New School de Nueva York, el proyecto The Habitat Commitment Project (el caso de México). 
Asimismo, co-coordinó con el doctor Carlos Martínez Assad el proyecto “La presencia de la UNAM en el Barrio Universitario de la Ciudad de México (1929-1953)” (Coordinación de Humanidades, Instituto de Investigaciones sobre la Universidad y la Educación, Instituto de Investigaciones Sociales, PUEC, UNAM).

## Premios y reconocimientos
Por su labor y destacada trayectoria académica como investigadora en el campo de las Ciencias Sociales ha recibido diferentes premios y reconocimientos entre los que destacan: el Premio Universidad Nacional en el Área de Investigación en Ciencias Sociales 2001; la Medalla al Mérito "Benito Juárez" otorgada por la Sociedad Mexicana de Geografía y Estadística por la Publicación de la Bibliohemerografía de la Ciudad de México siglos XIX y XX, compilada en coautoría con Hira de Gortari y Regina Hernández, en 1992; la Medalla Sor Juana Inés de la Cruz otorgada por la UNAM en 2009; el Premio Antonio García Cubas 2011, otorgado por el INAH, por el libro: 1910: La Universidad Nacional y el Barrio Universitario co-coordinado con Carlos Martínez Assad.
En los últimos años ha sido reconocida por la Universidad Autónoma de Ciudad Juárez con la creación de una Cátedra Extraordinaria que lleva su nombre; por la Asamblea Legislativa de la Ciudad de México con la medalla al mérito ciudadano, 2017 y por la Secretaría de Ciencia y Tecnología de la Ciudad de México con el Premio Heberto Castillo de la Ciudad de México, 2018: “Por una Ciudad ConCiencia”. En el año 2021, recibió el Premio Alexis de Tocqueville a la trayectoria en la investigación vinculada al ámbito local de la Unión Iberoamericana de Municipalistas, España.

## Publicaciones
Es autora de los libros: 
- Las Obras Públicas de la Ciudad de México, Instituto de Investigaciones Sociales (IIS), UNAM, México. 1991. 350p. ISBN 978-9683611376
- Casa a los damnificados. Dos años de Política habitacional en la reconstrucción (coautoría con Marco A. Michel y José L. Mecatl), Instituto de Investigaciones Sociales (IIS), UNAM. México, 1988. 107p. ISBN 9789688376713
- Gobernabilidad y Participación Ciudadana en la Ciudad Capital, Miguel Ángel Porrúa, Instituto de Investigaciones Sociales (IIS), UNAM, 1998. 237p. ISBN 978-968-842-742-2
- Las ciudades y la cuestión social, Facultad Latinoamericana de Ciencias Sociales (FLACSO- Ecuador), 2008. 346p. ISBN 978-9978-370-01-8.[8]
- ¿Cómo viven los mexicanos? Un análisis regional de las condiciones de habitabilidad, Instituto de Investigaciones Jurídicas (IIJ), UNAM, 2015, 234 p. ISBN 978-607-02-7001-7
- Ciudades Latinoamericanas: La cuestión social y la gobernanza local. Antología Esencial, CLACSO, Instituto de Investigaciones Sociales- UNAM, 2020, 904 p. ISBN 978-987-722-589-1.

Ha coordinado o compilado los libros: 
- La tarea de gobernar: gobiernos locales y demandas ciudadanas, Miguel Ángel Porrúa, Instituto de Investigaciones Sociales, UNAM, México. 1995. Reedición 1996. 399p. ISBN 978-968-842-545-9
- Ciudades Latinoamericanas modernización y pobreza (con Sergio Reyes Luján), Instituto de Investigaciones Sociales (IIS), UNAM. México, 1988. 107p. ISBN 9789688376713
- Las políticas sociales de México al fin del milenio. Descentralización, diseño y gestión (con Rolando Cordera), Facultad de Economía, Instituto de Investigaciones Sociales, Coordinación de Humanidades, UNAM, Miguel Ángel Porrúa, México, 2000. 815p. ISBN 970-701-060-6
- Pobreza, desigualdad social y ciudadanía. Los límites de las políticas sociales en América Latina, Instituto de Investigaciones Sociales, UNAM, Facultad Latinoamericana de Ciencias Sociales,  Consejo Latinoamericano de Ciencias Sociales, Buenos Aires, 2001. 3ª. Ed. 2004. 462p. ISBN 950-9231-57-6[9]
- La planeación participativa en el espacio local. 5 Planes de Desarrollo Urbano, Instituto de Investigaciones Sociales, Posgrado en Urbanismo, PUEC, UNAM, 2004. 308p. ISBN 970-32-0566-6
- Participación ciudadana y políticas sociales en el ámbito local, Instituto de Investigaciones Sociales, UNAM, Instituto Nacional de Desarrollo Social, Consejo Mexicano de Ciencias Sociales. México. 2004. 462 p. ISBN 970-32-1811-3
- Ciudades del siglo XXI: ¿Competitividad o cooperación? (con Carlos Arce y Enrique Cabrero), Miguel Ángel Porrúa, Centro de Investigación y Docencia Económicas, México. 2005. 664p. ISBN 970-701-584-5
- Pobreza, desigualdad y exclusión social en la ciudad del siglo XXI (con Rolando Cordera y Patricia Ramírez Kuri), Instituto de Investigaciones Sociales, UNAM, Editorial Siglo XXI. México. 2008. 438p. ISBN 978-607-3-00043-7.
- Procesos de urbanización de la pobreza y nuevas formas de exclusión social. Los retos de las políticas sociales de las ciudades latinoamericanas del siglo XXI, Siglo del Hombre, CLACSO - CROP, Bogotá. 2008. 420 p.  ISBN 978-958-665-123-3.[10]
- La acción social del gobierno local. Pobreza urbana, programas sociales y participación ciudadana (con Tonatiuh Guillén), El Colegio de la Frontera Norte, Programa Universitario de Estudios sobre la Ciudad y la Red de Investigadores en Gobiernos Locales. México. 2010. 463p. ISBN 978-607-02-1261-1.[11]
- 1910: La Universidad Nacional y el barrio universitario (con Carlos Martínez Assad), Coordinación de Humanidades, Programa Universitario de Estudios sobre la Ciudad, UNAM. México. 2010. 168p. Reimpresión, 2011. ISBN 978-607-02-1980-1.
- Ciudades del 2010. Entre la sociedad del conocimiento y la desigualdad social, Programa Universitario de Estudios sobre la Ciudad, UNAM. México. 2012. 1036 p. ISBN 978-607-02-3644-0.
- Persistencias de la pobreza y esquemas de protección social en América Latina y el Caribe (con Carmen Midaglia y Verónica Villarespe), Consejo Latinoamericano de Ciencias Sociales, Instituto de Investigaciones Económicas, Programa Universitario de Estudios sobre la Ciudad, UNAM. Buenos Aires, Argentina. 2013. 378 p. ISBN 978-987-1891-65-8.[12]
- El barrio universitario: de la Revolución a la Autonomía (con Carlos Martínez Assad), Coordinación de Humanidades, Programa Universitario de Estudios sobre la Ciudad (PUEC). México. 2014. 244 p. ISBN 978-607-02-5416-1
- Habitabilidad y política de vivienda (con Arsenio González),Coordinación de Humanidades, Facultad de Arquitectura, Facultad de Economía, Programa Universitario de Estudios sobre la Ciudad, UNAM. México. 2015. 726 p. ISBN 978-607-02-6571-6
- Los gobiernos locales y las políticas de vivienda en México y América Latina (con Daniel Cravacoure), Universidad Nacional de Quilmes, Universidad Nacional de Gral Sarmiento, CLACSO, PUEC-UNAM. Buenos Aires, 2017. 310 p. ISBN 978-987-3920-32-5
- El barrio universitario en el proceso de institucionalización de la Universidad Nacional Autónoma de México, (con Carlos Martínez Assad), Coordinación de Humanidades, Programa Universitario de Estudios sobre la Ciudad (PUEC). México, 2018. 191 p. ISBN 978-607-30-0978-2
- Grandes Proyectos Urbanos. Conceptos clave y casos de estudio (con Beatriz Cuenya y Pablo Elinbaum), CEUR CONICET y PUEC, Coordinación de Humanidades, UNAM. México,  2020. 260 p. ISBN 978-607-30-3796-9.[13]
- Habitabilidad, entorno urbano y distanciamiento social. Una investigación en ocho ciudades mexicanas durante COVID -19, Colección Cartas desde una pandemia, Correo Certificado, Coordinación de Humanidades e Instituto de Investigaciones Sociales UNAM. México, 2021, 332 p. ISBN 978-607-30-4445-5.[14]
- Las políticas sociales de México. Derechos constitucionales, arquitectura Institucional (2000-2018) (con Rolando Cordera), Instituto de Investigaciones Sociales y Programa Universitario de Estudios del Desarrollo-UNAM, Ed. Siglo XXI. México, 2022. ISBN 978-607-30-6361-6
- Ciudades mexicanas y condiciones de habitabilidad en tiempos de pandemia (con Manuel Suárez Lastra), Coordinación de Humanidades, UNAM. México, 2023. Tomo 12, 463 p. ISBN 9786073074933.[15]

Es autora de más de 200 artículos en revistas especializadas, entre ellos:
- “Las políticas sociales del gobierno federal y del gobierno de la Ciudad de México durante la pandemia del siglo XXI”, en coautoría con Manuel Martínez Espinoza. En Revista Mexicana de Ciencias Políticas y Sociales. Dossier: Escenarios políticos y reordenamientos conceptuales de la historia: nuevas miradas al pasado y al presente, vol. 63, no. 248, 2023, pp. 85-111. ISSN 0815-1918.[16]
- “Condiciones de habitabilidad y capacidad de resiliencia urbana ante la pandemia en la Ciudad de México”, en coautoría con Diana Figueroa y Job Luna Díaz, en Revista de Ciencias Sociales. Segunda época. Dossier Habitabilidad y Pandemia en Ciudades Mexicanas, Universidad Nacional de Quilmes, año 12, No. 42, 2022, pp. 13-34. ISSN 2347-1050.
- “Las grandes regiones urbanas y el distanciamiento social impuesto por el COVID-19”, en Revista Astrolabio, Universidad de Córdoba, no. 25, julio-diciembre, 2020, pp. 46-64.  ISSN 1668-7515 pp. 46-64.
- “Las desigualdades urbanas y el derecho a la ciudad”, en coautoría con Manuel, en Revista Desacatos, n°67 septiembre-diciembre, 2021, pp 82-91. ISSN 1607-050X. ISSN 2448-5144.
- “Ciudad de México: condiciones habitacionales y distanciamiento social impuesto, Covid-19”, en coautoría con Diana Figueroa, en Revista Mexicana de Sociología, IIS UNAM, número especial (marzo 2021): “Efectos sociales por la pandemia de Covid-19”, México, 2020, pp. 31-60, ISSN 0188-2503, ISBN 2594-0651.[17]
- “Ciudad de México: dos modelos de ciudad y una conflictiva gobernanza local”, en Revista Latinoamericana de Investigación CLACSO, año V, Número 8, enero-junio 2018, pp. 15-36. ISSN 2409 1308
- “Nueva arquitectura espacial, pobreza y desigualdad territorial”, en Revista Polis, UAM-Iztapalapa, vol. 15, no. 1, 2019, pp. 7-31. ISSN 2594-0686
- “México. De Hábitat II a Hábitat III: evaluación de los compromisos asumidos”, en Cohen, Michael, Carrizosa María y Gutman, Margarita (Editores), Hábitat en deuda. Veinte años de políticas urbanas en América Latina, Ed. Café de las Ciudades, Ciudad Autónoma de Buenos Aires, 2016, pp. 23-100. ISBN 978-987-3627-18-7. También editado en inglés: Urban Policy In Latin America: Towards the Sustainable Development Goals?, 2019. Edited by Michael Cohen, Maria Carrizosa, Margarita Gutman. Routledge. ISBN 9780429028137.
- “¿Cómo hacer efectivos los derechos ciudadanos? Las políticas de inclusión social de la ciudad de México”, en coautoría con Lucía Álvarez, en Revista de Ciencias Sociales. Segunda época, Universidad Nacional de Quilmes, año 7, No. 27, 2015, pp. 121- 138.
- “Ciudades latinoamericanas: procesos de marginalidad y de exclusión social”, publicado en Pobreza, desigualdad y exclusión social en la ciudad del siglo XXI, Rolando Cordera, Patricia Ramírez Kuri, y Alicia Ziccardi (coords.). IIS-UNAM. 2008, pp. 73-91.
- “Ciudades Competitivas - Ciudades Cooperativas: Conceptos Clave y construcción de un índice” (con Enrique Cabrero e Isela Orihuela), publicado en Ciudades del Siglo XXI: ¿Competitividad o cooperación?, Carlos Arce, Enrique Cabrero y Alicia Ziccardi (coords.), CIDE. México. 2005. pp. 105-144.
- “Metodología de evaluación del desempeño de los gobiernos locales en ciudades mexicanas” (con Homero Saltalamacchia), en Revista Mexicana de Sociología, año 67, N° 1, enero-marzo, 2005. pp. 31-97.
- “Espacios e instrumentos de participación ciudadana para las políticas sociales del ámbito local”, publicado en Participación ciudadana y políticas sociales del ámbito local, COMECSO, INDESOL. México. 2004. pp. 245-272.
- “Pobreza, territorio y políticas sociales”, publicado en Revista Mexicana de Sociología, núm. 4. Instituto de Investigaciones Sociales. México. 1999. pp. 109-126[18]
- “Política de vivienda para un espacio destruido”, publicado en Revista Mexicana de Sociología, núm. 2. Instituto de Investigaciones Sociales. México. 1986. pp. 121-193.[19]
- “Villas Miseria y Favelas. Sobre las relaciones del estado y la organización social en las democracias de los años sesenta”, publicado en Revista Mexicana de Sociología, núm. 1. Instituto de Investigaciones Sociales. México. 1983 pp. 159-181.[20]